# منوچهر صادق‌پور
منوچهر صادق‌پور (۱۳۱۱ – ۲۱ شهریور ۱۴۰۱) کارگردان، تهیه‌کننده و بازیگر اهل ایران بود.
وی همسر سابق فریده نصیری (بازیگر) و برادر ایرج صادق‌پور (کارگردان) بود. صادق‌پور در سال‌های پایانی عمر در شمال ایران زندگی می‌کرد وی در سن ۹۰ سالگی بر اثر عوارض کهولت سن درگذشت و پیکرش برای خاکسپاری به تهران منتقل شد.

## بازیگر
- عطش (فیلم ۱۳۸۱) (۱۳۸۱)
- شوکران (فیلم) (۱۳۷۷)
- آقا مهدی کله‌پز (۱۳۵۲)
- شاطر عباس (۱۳۵۰)
- عزیز قرقی (۱۳۵۰)
- شهر هرت (فیلم) (۱۳۴۹)
- قهوه‌خانه قنبر (فیلم) (۱۳۴۸)
- مردان روزگار (۱۳۴۸)
- به امید دیدار (فیلم ۱۳۴۷) (۱۳۴۷)
- بی‌گناهی در شهر (۱۳۴۷)
- داش احمد (۱۳۴۶)
- دختر طلا (۱۳۴۶)
- کلاه نمدی (۱۳۴۵)

## کارگردان
- آقا مهدی کله‌پز (۱۳۵۲)
- شاطر عباس (۱۳۵۰)
- شهر هرت (۱۳۴۹)
- قهوه‌خانه قنبر (۱۳۴۸)
- به امید دیدار (۱۳۴۷)
- بیگناهی در شهر (۱۳۴۷)
- داش احمد (۱۳۴۶)
- کلاه نمدی (۱۳۴۵)

## تهیه‌کننده
- فراش‌باشی (۱۳۵۴)
- مجازات (۱۳۵۴)
- بنده خدا (فیلم) (۱۳۵۳)
- آقا مهدی کله‌پز (۱۳۵۲)
- قیامت عشق (۱۳۵۲)
- نعمت نفتی (۱۳۵۲)
- درشکه‌چی (۱۳۵۰)
- شاطر عباس (۱۳۵۰)
- عزیز قرقی (۱۳۵۰)
- عمو یادگار (۱۳۵۰)
- شهر هرت (۱۳۴۹)
- قهوه‌خانه قنبر (۱۳۴۸)
- مردان روزگار (۱۳۴۸)
- به امید دیدار (۱۳۴۷)
- بی‌گناهی در شهر (۱۳۴۷)
- داش احمد (۱۳۴۶)
- دختر طلا (۱۳۴۶)
- کلاه نمدی (۱۳۴۵)
- یک پارچه آقا (۱۳۴۴)
- دختر کوهستان (۱۳۴۲)

## جشنواره‌ها
- برنده مجسمه سپاس بهترین فیلم سوم سال (درشکه‌چی) در چهارمین دوره جشنواره فیلم سپاس تهران - ۱۳۵۰